# 워털루역 (런던 지하철)

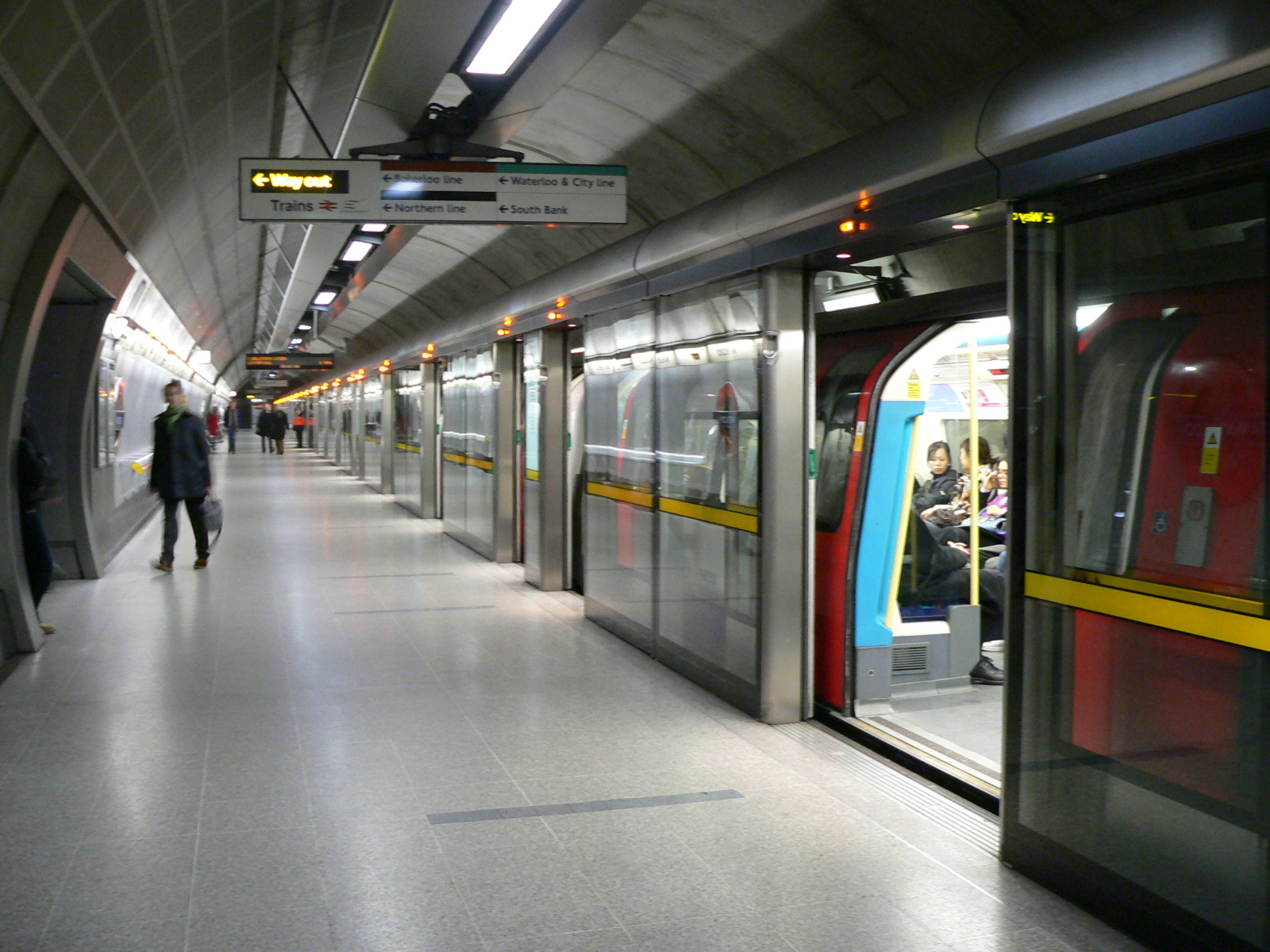
워털루 역의 주빌리 선 승강장

워털루역 (Waterloo)은 런던 지하철의 환승역으로, 워털루 철도역 단지내에 위치해 있다. 워털루 철도역은 지하철역과 철도 본역을 함께 운영하고 있다. 영국에서 가장 붐비는 철도역으로, 2014년~2015년 기준으로 9900만 명의 승객이 이용하였다. 환승되는 지하철 노선은 총 네 개로, 베이컬루 선, 주빌리 선, 노던 선, 워털루 시티 선이 있다.
워털루 역은 제1요금구역 내에 위치해 있으며 램버스구에서 템스강의 사우스뱅크 부근에 위치해 있다. 워털루 역에서 조금만 걸어가면 런던 아이로 갈 수 있다.

## 역사
워털루 지하철역은 1898년 8월 8일 워털루 시티 철도 (W&CR)의 일부로 처음 문을 열었다. 워털루 시티 철도는 본 철도역의 운영사인 런던 사우스웨스턴 철도 (L&SWR)의 자회사였다. 일명 '하수도' (The Drain)라 불리기도 했던 워털루 시티 철도는 본래 런던 사우스웨스턴 철도가 북동쪽 시티오브런던까지 짧게 연장하려 세웠던 계획에 한하여 구현되었던 노선이었다.
1906년 3월 10일, 베이커 스트리트 워털루 철도 (BS&WR, 지금의 베이컬루 선)가 개통되면서 워털루 역의 노선은 두개가 되었다. 이후 1926년 9월 13일에는 햄프스테드 하이게이트 선 (지금은 노던 선의 차링크로스 지선)의 연장구간인 엠뱅크먼트 - 케닝턴 (시티 사우스 런던 철도에 속한 역) 구간이 개통되면서, 중간에 워털루 역의 승강장도 문을 열면서 워털루 역은 총 세 개의 노선이 지나는 주요 환승역이 되었다.
워털루 시티 철도는 런던 사우스웨스턴 철도와 그 후신인 서던 철도의 자회사였기에 런던 지하철 체계에 포함되지 않았다. 이후 1948년 본 철도회사가 국영기업으로 거듭나면서 영국철도의 일부가 되었다.
1965년 3월, 영국철도와 런던교통의 공동계획위원회가 <런던 철도 계획안> (A Railway Plan for London)을 발간하였다. 여기에는 지난 1900년대에 세워졌던 피카딜리 선의 올드위치-워털루 연장안을 부활시킬 것을 권고하는 내용도 담겼다. 런던교통 측은 이미 1964년 11월에 올드위치-워털루 구간 터널을 건설하는 데 의회 승인을 요청한 바 있었고 1965년 8월에는 의회의 승인이 나면서 세부 계획에 들어가게 되었다. 하지만 입찰 모집이 되기도 전인 1967년에 공공예산 삭감으로 계획이 보류되었다.
1993년 워털루 시티 선이 급전 방식을 런던 지하철의 다른 노선과 같은 제4궤조로 전환하기 위한 공사를 진행하면서, 노선과 함께 워털루 역도 운휴 기간을 거쳤다. 1994년 4월 1일에는 워털루 시티 선이 런던 지하철 소속으로 넘어갔다. 다만 이날은 부활절로 운행을 하지 않았기 때문에 런던 지하철로서의 첫 운행은 1994년 4월 5일부터 이뤄지게 되었다.
1999년 9월 24일, 주빌리 선의 연장구간 개통으로 주빌리 선 승강장이 새로 문을 열었다. 이로 인해 워털루 역은 이스트런던의 스트래트퍼드 역과 함께 주빌리 연장선의 임시 시종착역이 되었다가, 1999년 11월 20일에 워털루-그린 파크의 최종 연장구간이 개통하면서 시종착역 지위에서 벗어났다. 주빌리 선의 승강장은 베이컬루 선과 노던 선 승강장 자리의 반대쪽 끝에 위치해 있으나, 두 역의 끝이 140m 길이의 무빙워크로 연결되어 있어 원활한 환승을 돕도록 했다. 런던 지하철에서 무빙워크가 설치된 역은 워털루 역과 뱅크-모뉴먼트 역이 유일하다.

## 환승
워털루 역의 런던 버스 환승 노선은 1, 4, 26, 59, 68, 76, 77, 139, 168, 171, 172, 176, 188, 211, 243, 341, 381, 507, 521, RV1, X68번이 있으며, 야간 버스노선은 N1, N68, N76, N171, N20, N343, N381번이 있다.

## 같이 보기
- 런던 지하철 역 목록